# Joseph Aureille
Joseph Aureille, né le 1er avril 1914 à Les Pennes-Mirabeau et mort le 25 novembre 1981 à Digne-les-Bains, est un coureur cycliste français, en activité de 1938 à 1939,.

## Biographie
Durant sa courte période de cycliste professionnel, il a couru pour l'équipe cycliste Peugeot.

## Palmarès
- 1938
  -  Champion de France sur route Aspirants Hommes
  - 2e de Nice-Toulon-Nice
  - 3e de Gênes-Nice
- 1939
  - Ronde des Mousquetaires
  - 11e étape du Tour du Sud-Est
  - 2e de Poitiers-Saumur-Poitiers
  - 2e du Circuit des Alpes
  - 3e du Circuit du Cantal
- 1950
  - 3e du Tour de Corse cycliste

## Résultats sur le Tour de France
1 participation
- 1939 : 37e à Classement Général